# Jilly Cooper
Jilly Cooper, född i Hornchurch, Essex, England 21 februari 1937, är en engelsk författare och journalist. 
Cooper började sin karriär som journalist med att skriva facklitteratur innan hon började skriva romaner, hon är mest känd för att ha skrivit The Rutshire Chronicles.

## Bakgrund
Jilly Cooper växte upp i Ilkley och Surrey och utbildades vid Moorfield School i Ilkley och Godolphin School i Salisbury. 
Efter att utan framgång försökt en karriär i den nationella pressen, blev hon reporter för The Middlesex Independent, baserad i Brentford. Hon arbetade för tidningen från 1957 till 1959. Efter ett tillfälligt möte på en middagsfest träffade hon redaktören för The Sunday Times Magazine, Godfrey Smith, som bad henne skriva ett inslag om sina egna upplevelser.
Detta ledde till en krönika där hon skrev om äktenskap, sex och hushållsarbete. Den spalten gick från 1969 till 1982, då hon flyttade till The Mail on Sunday, där hon arbetade i fem år. Coopers första krönika ledde till att hennes första bok, How to Stay Married, publicerades 1969, och som snabbt följdes av en guide till arbetslivet, How to Survive from Nine to Five, 1970.

## The Rutshire Chronicles
Coopers mest kända verk är hennes Rutshire-romaner. Den första var Riders (1985), och blev en internationell bästsäljare, och den första volymen av The Rutshire Chronicles. Följande böcker har intrikata intriger och ett stort antal karaktärer. Böckerna är sammanlänkade med återkommande karaktärer och överlappar ibland varandra.
Berättelserna innehåller sexuell otrohet och allmänt svek, melodramatiska missförstånd och känslor, pengabekymmer och omvälvningar i hemmet. Varje bok i The Rutshire Chronicles utspelar sig i en glamorös och rik miljö. Dessa aspekter kontrasteras med detaljer i karaktärernas hemmaliv, som ofta är långt ifrån glamorösa. 

## Privatliv
År 1961 gifte hon sig med Leo Cooper, utgivare av militärhistoriska böcker. Paret hade känt varandra sedan 1951 (när Jill Sallitt var omkring fjorton), de gifte sig när hon var 24 och han var 27. Paret kunde inte få barn naturligt, så de adopterade två barn. 1982 lämnade paret sitt hus i Putney, i sydvästra London, och flyttade till en gammal herrgård i Gloucestershire. Leo Cooper dog 29 november 2013, 79 år gammal.
Jilly Cooper utnämndes till Officer of the Order of the British Empire 2004, och till Commander of the Order of the British Empire  2018, för sina bidrag inom litteratur och välgörenhet.